# Ariogaesus
Ariogaesus (leefde in de 2e eeuw na Christus) was een heerser van de Quadi, een Germaanse stam, tijdens de Marcomannenoorlog.
Ariogaesus wordt genoemd in de Historia romana van Cassius Dio. Voordat Ariogaesus heerser van zijn volk werd, had hun koning Furtius een vredesverdrag gesloten met de Romeinse keizer Marcus Aurelius (161-180). Furtius werd echter afgezet door zijn volk, waarna Ariogaesus hem opvolgde. De koningswisseling leidde tot een conflict met de Romeinen, daar keizer Marcus Aurelius weigerde het verdrag te vernieuwen en Ariogaesus als hun nieuwe heerser te erkennen. De Quadi op hun beurt weigerden Romeinse krijgsgevangenen over te dragen. Als gevolg hiervan besloot Marcus tegen de Quadi ten strijde te trekken en volledig te vernietigen. Hij beloofde duizend goudstukken aan iedereen die hem Ariogaesus levend kon brengen, en vijfhonderd aan degenen die hem konden doden en zijn hoofd konden bevrijden. Toen Ariogaesus uiteindelijk gevangen werd genomen, stuurde Marcus hem echter gewoon naar Alexandrië.